# Тигањ
Тигањ или тава јесте метална плитка кухињска посуда са продуженом дршком намењена за пржење хране. Тигањ може бити од челика, алуминијума, бакра или неке металне легуре.
У новије време се производе тигањи обложени са унутрашње стране тефлоном. За пржење у тигањима са тефлоном потребно је мање зејтина (јестивог уља) а храна се у току пржења не лепи за дно посуде.